# Christiane Kretschmer
Christiane Kretschmer ist eine deutsche Diplomingenieurin und ehemalige Richterin am Thüringer Verfassungsgerichtshof.
Von 1995 bis 2000 war sie stellvertretendes Mitglied am Thüringer Verfassungsgerichtshofs. Am 24. August 1995 wurde sie ernannt und vereidigt.